# Komturzy nieszawscy
Jest to chronologiczna lista komturów zakonu krzyżackiego sprawujących władzę w regionie Nieszawy od powstania komturstwa do roku 1324:
Komturzy nieszawscy:
- Henryk 1255–1258
- Arnold Kropf 1292–1294
- Dyrtyk 1295
- Henryk von Gera 1298
- Henryk von Werderthau 1302–1306; 1309; 1321–1324